# Sotillo de las Palomas
Sotillo de las Palomas község Spanyolországban, Toledo tartományban. Sotillo de las Palomas Navamorcuende, Marrupe és Cervera de los Montes községekkel határos. Lakosainak száma 183 fő (2024).

## Népesség
A település népessége az utóbbi években az alábbiak szerint változott:
| Lakosok száma | 204  | 217  | 200  | 224  | 207  | 201  | 198  | 183  | 183  | 183  |
|               | 2001 | 2004 | 2007 | 2009 | 2012 | 2014 | 2017 | 2019 | 2022 | 2024 |